# 結果に訴える論証
結果に訴える論証（けっかにうったえるろんしょう、英: appeal to consequences、羅: argumentum ad consequentiam）とは、何らかの前提（通常は信念）に従うと最終的に好ましい（または好ましくない）結果が導かれるということに基づいて、その前提が真（または偽）であると結論付ける論証である。感情に訴える論証に基づくもので、前提の真理値は結果の好ましさとは無関係であるという意味で誤謬の一形式である。さらに言えば、結果が好ましいか好ましくないかを判断する時点で、本質的に主観をはらんだ論証になっている。
論理学では、結果に訴える論証とは前提の真理値（真か偽か）を結果に基づいて論証している場合のみを指す。前提の適切さ（良いか悪いか、正しいか間違っているか）についての論証は含まれない。そのような論証は論理学ではなく倫理学の範疇にあり、誤謬ではない。のみならず、帰結主義などの理論では重要な基礎となっている。

## 一般形式
結果に訴える論証には2種類の論証形式がある。

### 肯定形
P ならば Q が起きる。
Q は好ましい。
したがって P は真である。
その構成は希望的観測と密接に関連している。

#### 例
- 「円周率はおそらく有理数である。そうなれば何もかももっとエレガントに説明できるから」
- 「不動産市場は今年も右肩上がりだ。住宅オーナーはキャピタル・ゲインを享受するだろうから」
- 「人間は光よりも高速に移動するようになるだろう。超光速航法は宇宙旅行に最適だから」

### 否定形
P ならば Q が起きる。
Q は好ましくない。
したがって P は偽である。
威力に訴える論証 (argumentum ad baculum) はこの形式の特別な例である。
この形式はモーダストレンスに似ている。しかし「Q は好ましくない」と「Q は偽である」は等価ではないので、両者は異なる。

#### 例
- 「選択公理はバナッハ＝タルスキーのパラドックスを内包しており、幾何学が常識に反していることを意味するので間違っている」
- 「無神論は間違っている。なぜなら死後の永遠な幸福を否定しているから」（パスカルの賭け）
- 「自由意志は存在する。もし存在しないとすると、我々はみな機械だということになってしまうから」
- 「この6人が勝つとしたら、警察の有罪の申し立てが偽証であり、自白が強要されたもので、証拠が不適切で、判決が間違っていたことを意味するだろう… これはそんなぞっとするような展望であるから、この地の賢明な人々は判決をこれ以上引き伸ばすことが正しいはずがないと言うだろう」Lord Denning が Birmingham Six 事件の判決の中で述べた一節
- 「神の存在を証明する必要はない。（なぜなら）もし私が神はいないと納得できたら、私には道徳的に責任がないことを意味するから」伝道師 Ray Comfort の無神論者の哲学についての言[2]。道徳的責任能力は神に由来することを前提としており、論点先取の例でもある。
- 中島敦「弟子」に引用されたところによると、孔子は死後の世界についての問いに「あるとするならば親孝行な子供は治る見込みのない親を殺そうとするだろうがそれは好ましくない。ないとするならば親不孝な子供は葬儀や祭祀などかえりみないだろうがそれも好ましくない」と答えた。孔子は「われいまだ生を知らず、いずくんぞ死を知らん」と述べているが、このように結果に訴える論証は「そのことについてはわからない」と言うためにも使用できる。